# Eufori (album)
Eufori er det tredje studiealbum fra den dansk/svenske folkemusikgruppe Trolska Polska. Det blev udgivet i 2020.
Rootzones anmelder var positivt stemt over albummet og kaldet det for Martin Seebergs "måske mest gennemarbejdede og sammenhængende musikalske epos til dato".
Nummeret "Den vandrende kæmpe" modtog prisen Årets Danske Rootstrack ved DMA Roots i 2021.

## Medvirkende
- Martin Seeberg: viola, violin, fløjte, komponist
- Mads Kjøller-Henningsen: fløjter, fløjter, forhastede, sækkepiber, trekant
- Lasse Væver Jacobsen: nyckelharpa, viola d'amore, violin
- Søren Vinther Røgen: citter, mandolin
- Malte Zeberg: kontrabas, mandolin
- Magnus Heebøll: percussion, tabla, kæbeharpe
- Alexandra Nilsson: cello, violin

## Spor
Alle melodier er komponeret af Martin Seeberg.
1. "Toibrud"
2. "Troldballehusvalsen"
3. "Slattenlangpat"
4. "Vigtigpraasen"
5. "Halvlang hopsa"
6. "Tumult"
7. "Hylkerne"
8. "Tænksom/Lygtemændene"
9. "Maaeskismenuet
10. "Eufori"
11. "Den vandrende kæmpe"